# Despoblat

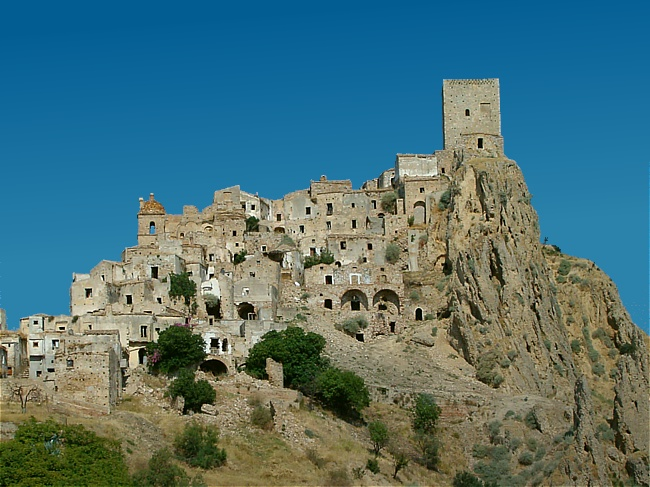
Craco, un despoblat a Basilicata, Itàlia.

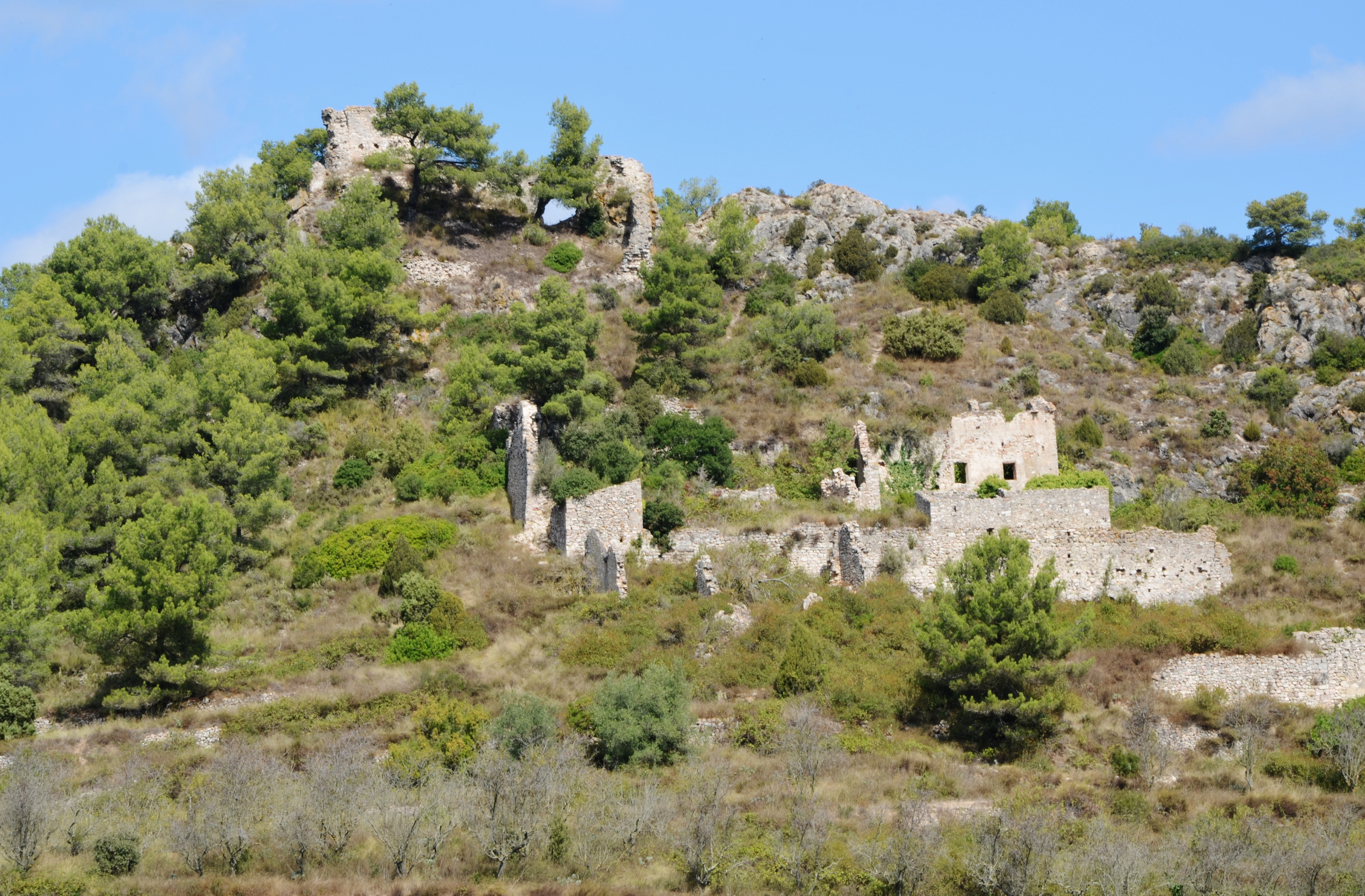
Selma, un despoblat de l'Alt Camp

Un despoblat és una ciutat, poble o vila que ha estat abandonat pels seus habitants, i se'n poden veure les restes substancials. Una ciutat esdevé un despoblat perquè la seva economia ha fallat o a causa de desastres naturals o accions humanes, com ara inundacions, decisions del govern, guerres o desastres nuclears. Històricament, cal destacar que al País Valencià, molts llocs de moriscs quedaren despoblats després de l'expulsió del 1609, com per exemple, Alqueria de Serra, l'Andénia o Xinquer. En 1638, dels quatre-cents cinquanta-tres llocs que havien ocupat els moriscs, dos-cents cinc restaven abandonats.
De vegades, el terme despoblat s'utilitza per referir-se a entitats encara habitades, però significativament menys que durant els anys passats.

## Despoblats arreu del món
Per causa de la Gran Guerra i la Segona Mundial Alguns pobles, principalment a les zones nord i nord-oest de França van ser danyats. Alguns d'ells van ser reconstruïts al costat dels llocs originals, restant aquests en estat de ruïna.
A Alemanya els casos d'abandonament per guerra són principalment per mor de la Guerra dels trenta anys. El període d'abandonament més dràstic dels temps moderns va ser durant els segles XIV i XV.
Hi ha hagut abandonaments per causa de desastres tecnològics com el de Txernòbil (1986), on es determinà una zona evacuació i exclusió de 2600 km². Malgrat a algunes viles se n'ha permès el retorn, tota la regió i la principal ciutat Pripyat, estan caient en decadència.
Alguns pobles s'abandonaren per causa de moviments sísmics que van destruir cases o en van comprometre llur seguretat. És el cas de Bussana Vecchia a la Ligúria.

## Península ibèrica

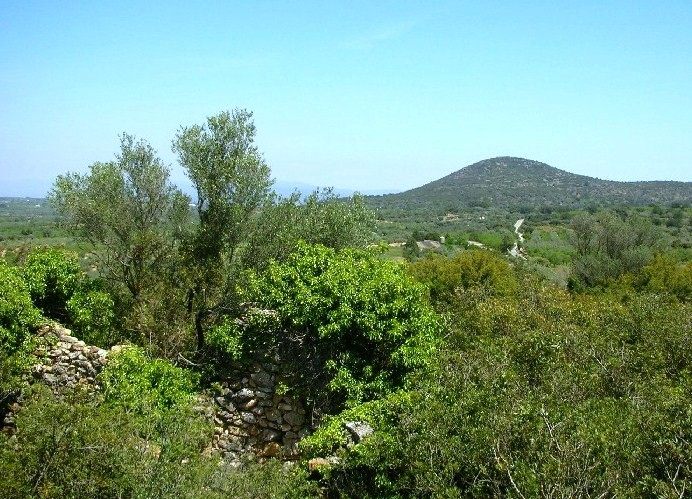
Zona septentrional de la vila abandonada de Merades, Montsià.

Grans zones del sistema ibèric muntanyós i els Pirineus han patit un fort despoblament des de principis del segle xx. A Catalunya per causa de l'embassament d'aigua, pobles com Puig de l'Anell es despoblaren. Al País Valencià els casos d'abandonament per immersió en cossos d'aigua o perill de riuades són Beneixida, Gavarda, Campos de Arenós, Domenyo, Loriguilla, Benaixeve.
A Espanya hi ha moltes ciutats fantasma repartides per zones de muntanya, especialment a la província de Terol. Les pràctiques agrícoles tradicionals, com la cria d'ovelles i cabres, en què es basava l'economia rural, no van ser assumides pels joves locals després dels canvis d'estil de vida que van afectar l'Espanya rural durant la segona meitat del segle xx. L'èxode de les zones muntanyenques rurals a Espanya va augmentar fortament després del Pla d'estabilització del general Franco el 1959. La població va disminuir fortament a mesura que la gent va emigrar cap a les zones industrials de les grans ciutats i les ciutats costaneres on el turisme va créixer exponencialment.